# Macallan

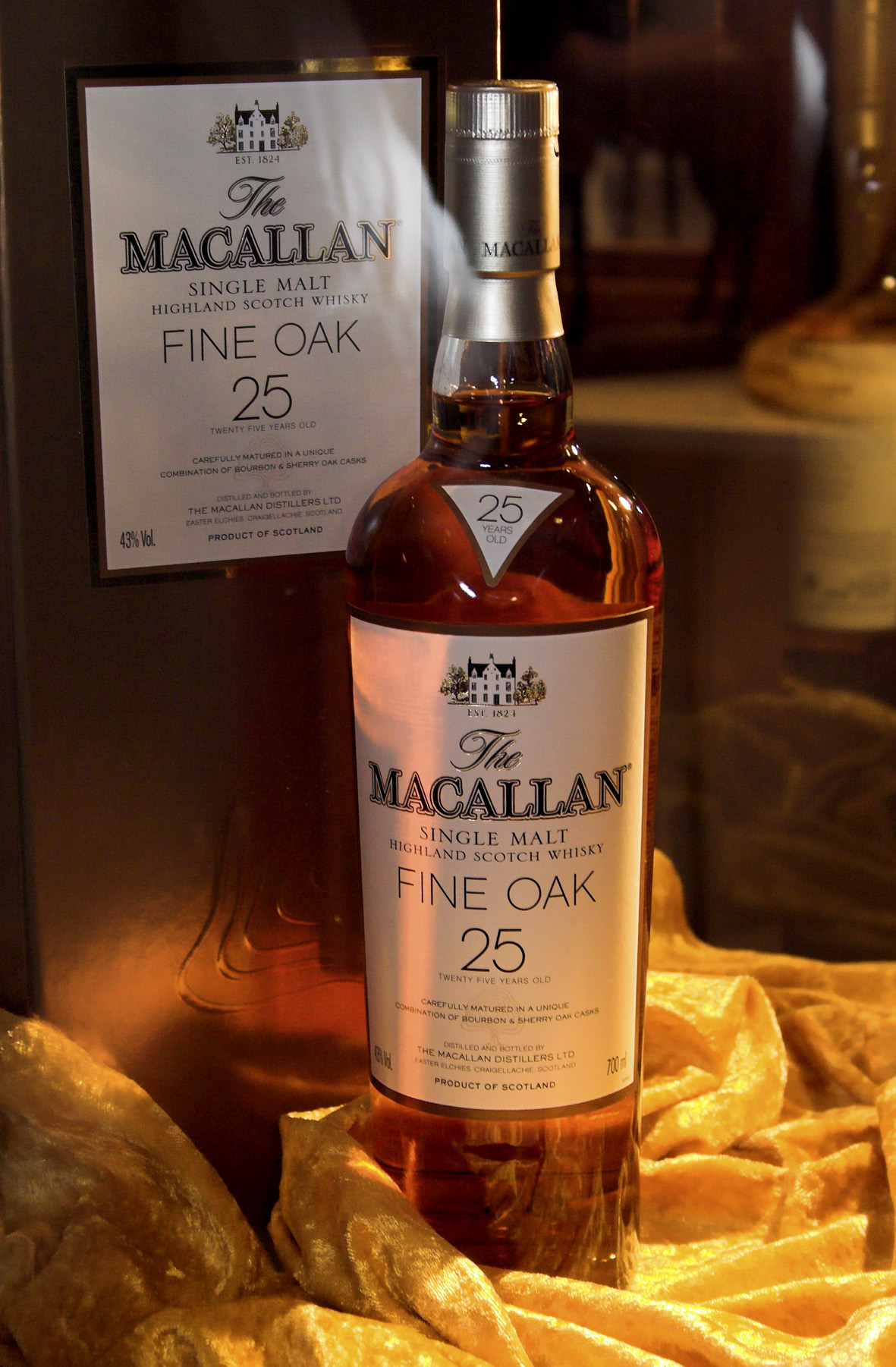
MACALLAN Fine Oak - 25 años. Whisky escocés de malta

Macallan es una destilería de whisky escocés de malta, situada cerca de Easter Elchies House, en Craigellachie en la región de Speyside. Originalmente, Macallan envejecía sus whiskies únicamente en barriles de jerez comprados en Jerez de la Frontera (Cádiz) España. A partir de 2004, Macallan introdujo una nueva serie de productos, la serie Fine Oak, con el whisky madurado en barricas de roble que habían contenido bourbon, además de los de Jerez.
En 2007, una botella de whisky Macallan 1926 vintage fue vendida en la casa de subastas Christie's por 54.000 dólares, convirtiéndola en una de las botellas de licor más cara jamás vendida. Aunque este récord fue batido en 2018 en una subasta en Hong Kong donde alcanzó el precio de 1,01 millones de dólares, más recientemente, en 2022 se vendió un set de 6 botellas Macallan por 600 mil dólares en la casa de subasta Sothebys.
Macallan fabrica así mismo uno de los componentes del whisky mezclado (blended whisky) The Famous Grouse.

## Variedades
La destilería produce una amplia variedad de expresiones, siendo la más común la de 12 años de edad, aunque la de 18 años es también muy conocida:

### Serie Sherry Oak
Esta serie se produce a partir de barricas de roble del norte de España (Galicia, Asturias y Cantabria), que se llevan a Jerez donde se rellenarán de mosto (siempre que sea posible) y posteriormente con jerez oloroso y seco durante 18 meses. Posteriormente las barricas se rellenarán con el espirituoso de nueva creación y se dejará madurar.
Las variedades así producidas son: 10 años, 10 años cask strength, 12, 18, 25 y 30 años.

### Serie Fine Oak
En esta serie además de las barricas tratadas como en la serie Sherry Oak, se utiliza una cierta proporción de barricas de roble americano que, o bien se rellenan con jerez (este proceso es actualmente muy inusual), o bien se usan barricas de roble americano que han guardado bourbon whiskey durante 8 años.
Las variedades que se producen son: 10, 12, 15, 17, 18, 21, 25 y 30 años.

### La colección 1824
- Macallan Select Oak

Crianza en roble español y americano toneles seleccionados por George Espie, el maestro en madera de Macallan. Desde la bellota de la que crece el roble hasta el cristal el proceso de producción lleva más de 100 años para producir resultados y en un espíritu dulce y suave.
- Macallan Whisky Makers Edition

Destilado de cebada cultivada en la finca de Macallan, Maker's Whisky Edition es elaborado por el Bob Dalgarno y embotellado con su graduación preferida de 42,8% APV.
- Macallan Estate Reserve

Tomado de barriles seleccionados para conseguir la máxima intensidad y profundidad de sabor, entre ellos algunos barricas de jerez sazonadas especialmente reservadas para esta expresión. Es non-chill filtrado y embotellado en el viejo estilo de 80 grados, más comúnmente conocido como 20 under.
- Macallan 1824 edición limitada

Elaborado a partir de las barricas más antiguas de Macallan, tendrá un embotallado diferente cada año. En 2009 se produjeron 1824 decantadores de cristal elaborados a mano y decorados por un orfebre escocés.
- Macallan Oscuro

Está elaborado a partir de una serie de barricas Sherry Oak, lo que produce su color especial.

### Fine & Rare
- The Macallan 1926: 120 años
- The Macallan 1937: 32 años
- The Macallan 1937: 37 años
- The Macallan 1938: 31 años
- The Macallan 1938: 35 años
- The Macallan 1948: 53 años
- The Macallan 1949: 52 años
- The Macallan 1949: 53 años
- The Macallan 1950: 52 años cask 598
- The Macallan 1950: 52 años cask 600
- The Macallan 1951: 51 años
- The Macallan 1952: 49 años
- The Macallan 1952: 50 años
- The Macallan 1953: 49 años
- The Macallan 1954: 47 años
- The Macallan 1955: 46 años
- The Macallan 1958: 43 años
- The Macallan 1959: 43 años
- The Macallan 1964: 37 años
- The Macallan 1965: 36 años
- The Macallan 1966: 35 años
- The Macallan 1967: 35 años
- The Macallan 1968: 33 años
- The Macallan 1968: 34 años
- The Macallan 1969: 32 años cask 9369
- The Macallan 1969: 32 años cask 10412
- The Macallan 1970: 31 años
- The Macallan 1970: 32 años
- The Macallan 1971: 30 años cask 4280
- The Macallan 1971: 30 años cask 7556
- The Macallan 1972: 29 años cask 4014
- The Macallan 1972: 29 años cask 4043
- The Macallan 1973: 30 años
- The Macallan 1974: 30 años
- The Macallan 1975: 30 años
- The Macallan 1976: 44 años

### Lalique
- The Macallan Lalique I: 50 años
- The Macallan Lalique II: 55 años
- The Macallan "Lalique III": 57 años

### Masters of Photography
- The Macallan Rankin Edition
- The Macallan Albert Watson Edition
- The Macallan Annie Leibovitz Edition
- The Macallan Elliot Erwitt Edition

### Destilados exclusivos
- The Macallan Ghillie's Dram
- The Macallan Cask Selection 2008 Release

### Otros
- The Macallan: 1961 (40 años), 1946 (52 años), 1948 (51 años), & 1951 (49 años)
- The Macallan Replica: 1861, 1874, 1841, 1876, and 1851
- The Macallan Vintage Travel: 20s, 30s, 40s, and 50s
- The Macallan Exceptional: I, II, III, IV, V, & VI
- The Macallan Cask Strength: US & UK
- The Macallan 50 Years Old
- The Macallan Adami
- The Macallan Blake
- The Macallan Gran Reserva 1979, 1980
- The Macallan Gran Reserva 1982, 2002
- The Macallan Millennium Dec
- The Macallan Private Eye sin declaración de edad aunque la edición incluye un cask de1961
- The Macallan Speaker Martin's

En 2010, Macallan produjo 250 botellas de una edición especial de whisky de 10 años de edad para conmemorar el final del escuadrón Nimrod basado cerca de la destilería. Estas botellas se distribuyeron a los miembros de la Squardon Nimrod línea en RAF Kinloss por Gordon y Macphail de Elgin.